# Homokfutrinka-formák

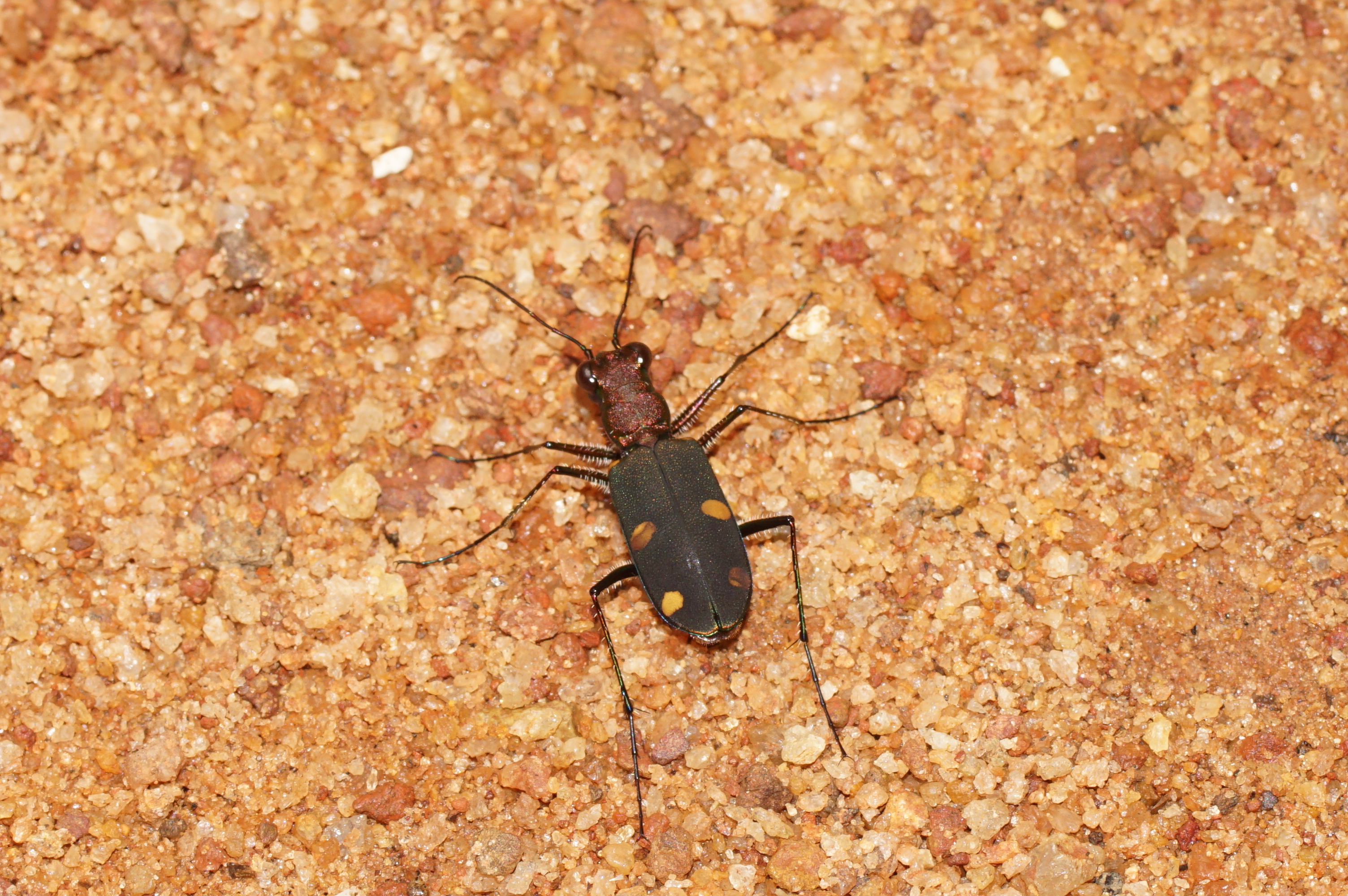
Calochroa bicolor ssp. xanthospilota

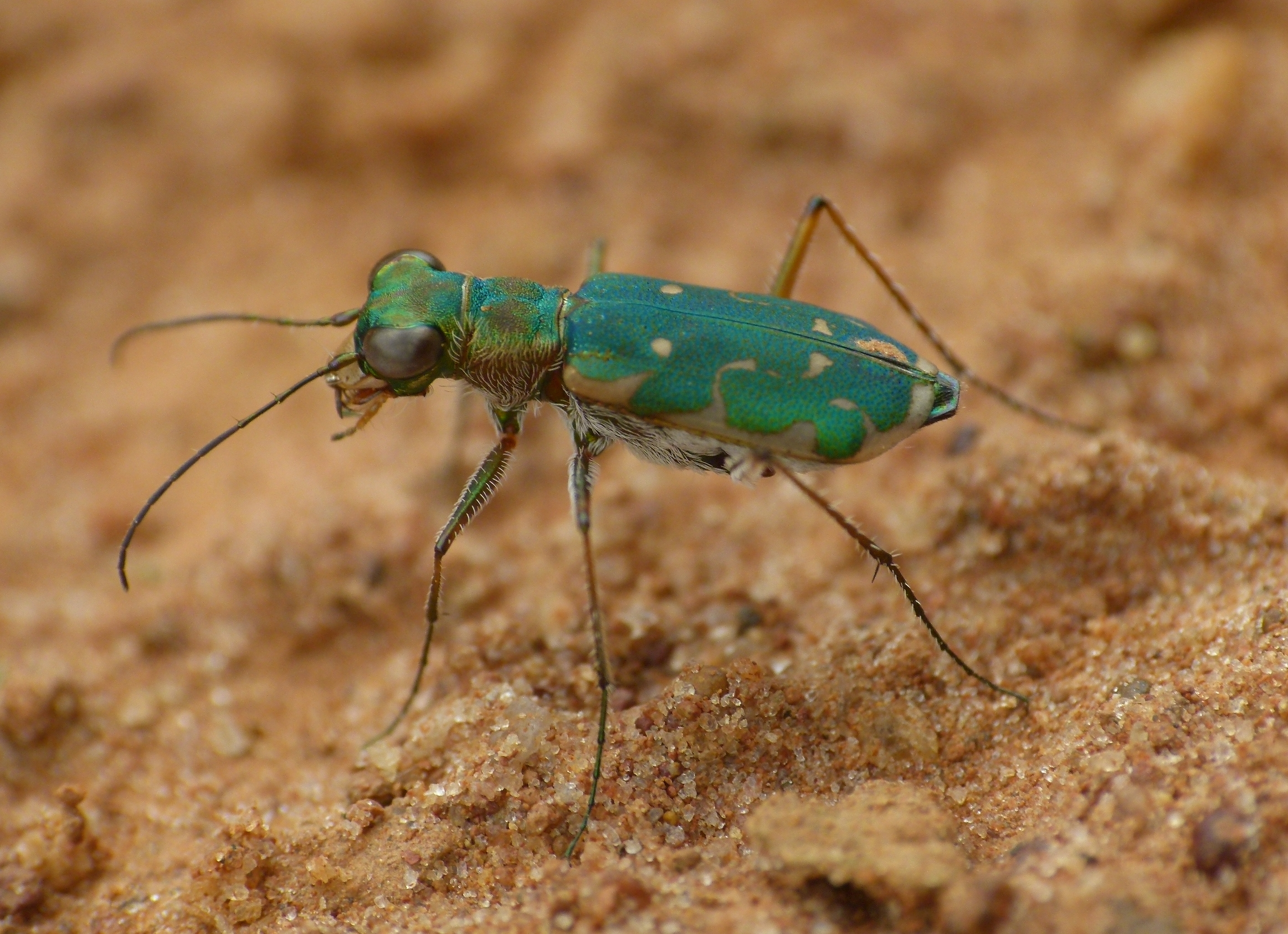
Myriochila (Monelica) cf. fastidiosa (Dejean, 1825)

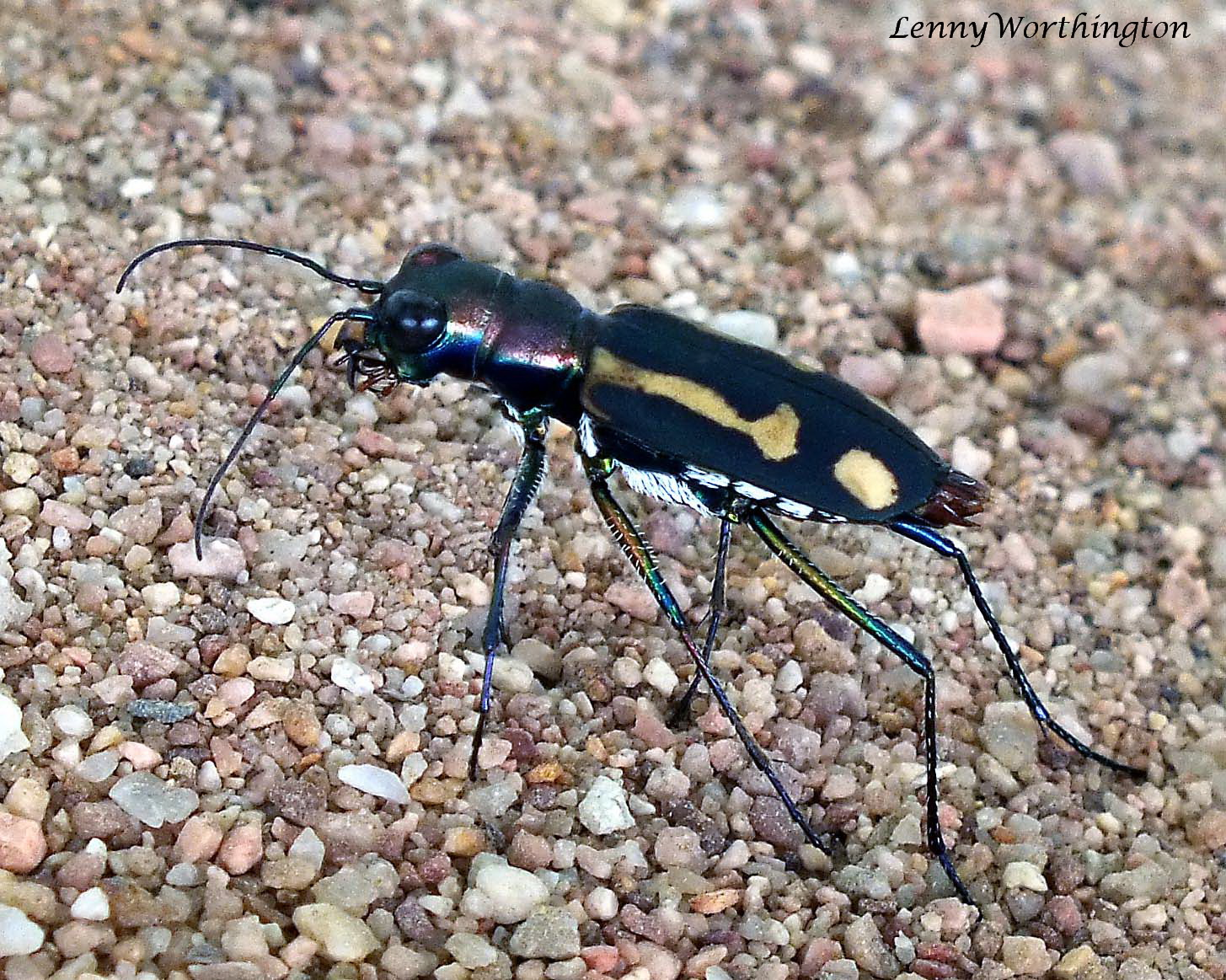
Cicindela (Calochroa) bramani

A homokfutrinka-formák (Cicindelinae) a ragadozó bogarak (Adephaga) alrendjébe sorolt futóbogárfélék (Carabidae) családjának egyik roppant fajgazdag alcsaládja négy nemzetség több mint száz nemével. A 20. század közepén még (némileg más tagolással) — Cicindelidae Latreille, 1802 néven — önálló családként tartották számon.

## Származásuk, elterjedésük
Az északi és déli sarkvidék kivételével minden szárazföldön megtalálhatók, de igen egyenetlen eloszlásban. A legtöbb nemük, illetve fajuk a trópusokon él, a palearktikus faunatartományra a fajok 10%-ánál is kevesebb jut.
Magyarországról a 20 század közepéig 3 nem 8 faját, illetve alfaját írták le (Szél):
- Calomera  nem (Motschulsky, 1862) egy alfaja:
  - sziki homokfutrinka (Calomera littoralis nemoralis) Olivier, 1790

- Cicindela  nem öt faja, illetve alfaja:
  - mezei homokfutrinka (Cicindela campestris campestris) L., 1758
  - öves homokfutrinka (Cicindela hybrida hybrida) L., 1758
  - pannon homokfutrinka (Cicindela soluta pannonic) Mandl, 1936
  - erdei homokfutrinka (Cicindela sylvicola) Dejean, 1822
  - nyugati homokfutrinka (Cicindela transversalis) Dejean, 1822

- Cylindera nem (Westwood, 1831) nem két faja:
  - parti homokfutrinka (Cylindera arenaria viennensis) Schrank, 1781
  - parlagi homokfutrinka (Cylindera germanica) L., 1758

## Megjelenésük, felépítésük
Fejük a nagy és a többé-kevésbé erősen kidomborodó szemekkel együtt szélesebb, mint az előtor: olyan széles, mint a szárnyfedők. 11 ízű, hosszú serte alakú csápjaik a homlok elülső szegélyén, a rágók tövén belül erednek. A csápok első 4 íze csupasz. Fejpajzsukat varrat választja el a homloktól. Nagy felső ajkuk fedi a rágók tövét. Sarló alakú, éles hegyű rágóik erősen előreugranak, belső szélükön több erős fog ül. Az alsó állkapocs külső karéja kétízű, tapogató alakú. A belső karéj keskeny és hosszú, belső széle sűrűn sertézett, szabad végén mozgatható nagy kampó ízesül. Állkapcsi tapogatójuk négyízű, álluk mélyen kivágott, középen foggal. Ajaktapogatójuk háromízű (az 1. íz és az alsó ajak között látható, ugyancsak mozgatható „íz” nem a tapogató része, hanem az alsó ajak leválasztott ízesülő része).
Keskeny előtoruk elülső szélén és a tövén is egy-egy erős harántirányú benyomás, barázda látható. 
Szárnyfedőik pontozottak, válluk lekerekített derékszögű. A szárnyfedők rajzolata fehér vagy sárgásfehér harántszalagokból vagy az azok felosztásával létrejött foltokból áll.
Hátulsó szárnyaik Adephaga típusúak, de hiányzik róluk a futóbogárformákra (Carabinae) jellemző, oblongumnak nevezett sejt. Az elülső csípők ízületi vápái hátul zártak. Mellvégüket a hátulsó csípők előtt húzódó harántvarrat teljesen kettéosztja; a mellvég így elválasztott hátulsó része szögletesen benyúlik a hátulsó csípők közé.
Lábaik hosszúak és vékonyak, a hátulsó lábpár tomporának belső oldalán hosszú, hátrafelé kiálló nyúlvánnyal. Az elülső lábszár belső oldala sima és egyenes, tehát nincs rajta semmiféle kivágás. Lábfejük ötízű; a hímek elülső lábpárának 3 első íze kiszélesedett, alulsó oldalukon kefe alakú 
szőrpárnával. 
A potroh 8 vagy 7 szabadon fekvő haslemezre tagolt. Az első három szabadon fekvő haslemez egységes lemezzé olvadt össze, de varratai felismerhetők. Az 1. látható haslemezt a hátulsó csípők nyúlványai két oldalrészre osztják. A hímek 6. haslemezének hátulsó szegélye középen 
kivágott. 
Péniszük enyhén hajlított, vékony kitincső. A pénisz hegyének alakja fontos rendszertani bélyeg. A pénisz belsejében levő hártyás, ún. praeputial-zsák párzáskor közvetlenül a pénisz hegye előtt kitüremkedik. Falában számos apró kitin-fogacska mellett erősebben kitinizált fogak, lécek és lemezek figyelhetők meg; ezek feladata a praeputial-zsák gyenge falának kifeszítése, merevítése, és ezzel a megtermékenyítés biztosítása. Közülük az ún. kitinfog és a flagellum alakja igen fontos faji (kitinfog), illetve nemi (flagellum) bélyeg. A központi lemez, valamint a nagy és a kis merevítőborda taxonómiai jelentősége alárendelt.
Lárváik campodeoid alakúak, a futóbogárformák (Carabinae) lárváira igen hasonlítanak.
A lárvák nagy fején 6 fiókszem van, de közülük kettő igen kicsiny és csökevényes. Hágóik zártak, tömörek (nem cső alakúak), a tövük előtt belső oldalukon erős fog ül. A pofájukon látható erős barázda az alsó állkapocs nagy és kifelé irányuló nyelének felvételére szolgál. Torszelvényeik igen nagyok, különösen az első. 9 szabad potrohszelvényük van. Anális csövük végbéllábbá húzódik ki. Fartoldalékuk nincs. A potroh hátlemezei csökevényesek, az egy-egy szelvénynek megfelelő hátlemezrészek a középvonalban nem nőnek össze egymással. A lárva az 5. potrohszelvény hátlemezének két erős, előreálló kampójával kapaszkodik meg az általa ásott földjáratban.
Bábjaik is hasonlítanak a futóbogárformák bábjaira. A fő különbség, hogy a homokfutrinka-formák bábjain a négy elülső hátlemez oldalán egy-egy kúp alakú, hegyén szőrcsomóval ellátott dudor ül, az 5. hátlemez oldalairól pedig egy-egy nagyon hosszú, szétálló nyúlvány indul hátrafelé. Fartoldalékai a bábnak sincsenek.

## Életmódjuk, élőhelyük
Élénken mozgó ragadozók. Az imágók hosszú lábaikkal fürgén futnak a talajon. Leginkább akkor repülnek, ha megzavarják őket, és rendszerint akkor is alacsonyan. Főként napos időben vadásznak rovarokra, esős, szeles időben meghúzódnak a fűgyökerek, illetve rögök között, vagy a föld alatt kialakított járataikban. Egyes fajok, mint például a parlagi homokfutrinka (Cylindera germanica) időnként éjjel is. A főleg homokos területeken élő fajok szürkés- vagy zöldesbronz színűek, a réteken és földeken tartózkodók zöldek, a szikes talajon lakók pedig (a rajzolat fehér elemeinek kiszélesedése miatt) fehérek, illetve világossárgák. 
Lárváik is ragadozók. Rendszerint 15–50 cm mély járatokat ásnak a talajba, és azokban rejtőzködnek. Közel korong alakban összeillesztett fejükkel és előtorukkal elzárják a lyuk bejáratát, így lesik a kisebb rovarokat — leginkább ugróvillásokat ’’(Collembola)’’ és legyeket.  Zsákmányukat a járatba visszahúzódva falják fel.